# شويتشي تاناكا
شويتشي تاناكا (باليابانية: 田中 祥一) (مواليد 24 يوليو 1970)، هو لاعب كرة قدم سابق كان يلعب كمدافعمهاجم.